# Aksiom vzročnosti
Aksióm vzróčnosti ali aksióm kavzálnosti je trditev, da ima vse v Vesolju vzrok in je tudi posledica tega vzroka. To pomeni, da če se zgodi dani dogodek, je ta posledica predhodnega, povezanega dogodka. Če je objekt v določenem stanju, je v tem stanju kot posledica drugega objekta, in oba sta pred tem delovala vzajemno. Če se na primer bejzbolska žoga giblje skozi zrak, se mora tako gibati, saj je pred tem nanjo deloval udarec kija.
Epistemološki aksiom je samoumevna resnica. Na ta način aksiom vzročnosti naznačeno trdi, da je splošno pravilo, ki je tako očitno, da za sprejetje ne potrebuje dokaza. Celo med epistemologi je obstoj takšnega pravila sporen.

#### Spontanost
Ena od posledic aksioma je, da če se pojav dogodi brez kakršnegakoli opazljivega zunanjega vzroka, mora obstajati notranja sila ali mehanizem, ki ga povzroča. Zdi se, da kvantna mehanika nasprotuje aksiomu, ker osnovni delci nimajo opazljivega zunanjega vzroka, in tudi znotraj njih niso opazili kakšnega notranjega mehanizma.

#### Sprememba
Druga posledica aksioma je, da so vse spremembe v Vesolju posledica logičnega in stalnega delovanja fizikalnih zakonov. Vsi pojavi v Vesolju so še posebej logične posledice pretvorbe energije iz ene oblike v drugo, prenosa z enega kraja na drug, njeno končno stanje pa narekujejo pravila Vesolja.
Bejzbolska žogica leti po zraku, ker je sprejela kinetično energijo kija. Telo lahko pospešuje brez da bi sprejemalo energijo od drugega telesa. Če pospešuje na ta način, mora po zakonih termodinamike preko notranjega mehanizma porabljati lastno shranjeno energijo. Magneti lahko navidezno nasprotujejo temu, saj navidezno povzročajo pospešek brez črpanja iz energijskega zbiralnika. Magneti hranijo energijo v obliki magnetnega polja, in ta energija se ne porablja, ne glede na to koliko energije magnet prenaša na zunanja telesa. Za magnete veljajo zakoni termodinamike, ker se potencialna energija zgradbe teles znotraj magnetnega polja med privlakom za vedno spreminja v kinetično. Tudi tvorjenje magnetov (magnetizacija feromagnetnih snovi) zahteva energijo.

#### Determinizem
Če imajo vsi vzroki pojave, in vsi pojavi logično sledijo pravilom Vesolja, potem vsi dogodki sledijo teoretično napovedljivemu vzorcu, in so zaradi tega vsi dogodki v prihodnosti že določeni s preteklimi dogodki. To je ena od osrednjih misli determinizma.

#### Prvi vzrok
Če so vsi pojavi posledice predhodnih stanj in tvorijo logičen niz dogodkov, potem mora biti vzrok danega pojava tudi sam posledica predhodnega vzroka, ki je tudi posledica predhodnega vzroka, in tako naprej. Zaradi tega si lahko vsaj zamislimo stanje, kjer lahko za vsak vzrok sledimo vzroku pred njim. Ena možnost je, da ta proces traja neskončno dolgo, in je vsak dogodek posledica predhodnega dogodka. To se ne sklada s človeško intuicijo, da ima vse začetek in konec. Druga možnost je, da se proces odvija vse do prvega vzroka, oziroma do sočasne skupine prvih vzrokov. Te pravzroke obravnava kozmogonija.